# Lluís Vila i d'Abadal
Lluís Vila i d'Abadal (Vic, Osona, 1889 - Barcelona, 10 de setembre de 1937) fou un polític i metge català.

## Família
Lluís Vila i d'Abadal era descendent de carlins per part del seu pare, hereu de la casa pairal el Cavaller de Vidrà, que havia estat quarter general i escola militar durant les guerres carlines. La seva mare era germana de Raimon d'Abadal i Calderó i de Joaquim Abadal, els seus oncles.
És pare de Marià Vila d'Abadal i avi de Josep Maria Vila d'Abadal, que va ser escollit alcalde de Vic per CiU, així com cosí germà de Ramon d'Abadal i de Vinyals.

## Biografia
El 1913 es graduà en medicina i s'especialitzà en otorrinolaringologia. Milità en el carlisme, i quan els carlins donaren suport a la Solidaritat Catalana el 1906 s'enfrontà amb el Partit Republicà Radical. Amb Josep Maria Gich i Pi fundà l'Agrupació Escolar Tradicionalista, però l'abandonaren perquè era censurada la seva actitud clarament catalanista, alhora que s'oposava a les posicions germanòfiles dels carlins en la Primera Guerra Mundial. El 1922 abandonà definitivament el carlisme i participà en la fundació d'Acció Catalana. Alhora, un dels fundadors del Sindicat de Metges de Catalunya, de la Mutual Mèdica i del Casal del Metge de Barcelona.
El 1930 cofundà el Diari de Vich i el 1931 abandonà Acció Catalana, disconforme amb la seva posició davant la qüestió religiosa, per a fundar amb altres Unió Democràtica de Catalunya (UDC), des d'on lluità per tal que no s'identifiqués el catolicisme amb la dreta reaccionària. També es mostrà partidari de l'aprovació de la Llei de Contractes de Conreu.
Durant la guerra civil espanyola treballà a la Clínica Plató, convertida en hospital de guerra, i intentà muntar la Columna Pau Claris, una força militar d'obediència a la Generalitat de Catalunya formada amb membres d'UDC i de Palestra. En fracassar aquesta es dedicà a ajudar a sortir de Catalunya persones amenaçades, a través de Josep Andreu i Abelló, raó per la qual s'enfrontà personalment amb el dirigent de la FAI Dionís Eroles i Batlló. Gràcies a la seva amistat amb Manuel de Irujo, dirigent del Partit Nacionalista Basc i aleshores ministre sense cartera de la Segona República Espanyola, pogué sortir a l'estranger per contactar amb el cardenal Francesc d'Assís Vidal i Barraquer i amb Jean Verdier, amb qui muntà una xarxa d'ajut econòmic als sacerdots i als religiosos catalans perseguits. Va morir a Barcelona envoltat dels seus col·laboradors, i la tasca fou continuada per Maurici Serrahima i Bofill i Josep Maria Trias i Peitx.